# Loison-sous-Lens

Loison-sous-Lens este o comună în departamentul Pas-de-Calais, Franța. În 1 ianuarie 2022 avea o populație de 5.202 de locuitori.